# Stella Blómkvist
Stella Blómkvist ist ein Pseudonym, unter dem laut Verlag von einer „bekannten isländischen Persönlichkeit des öffentlichen Lebens“ Kriminalromane verfasst werden, deren Hauptfigur als Anwältin tätig ist ebenfalls den Namen Stella Blómkvist trägt.
Aus dem Isländischen wurden sechs Romane von Elena Teuffer ins Deutsche übersetzt. 
Im Zeitraum 2017 bis 2021 entstand die isländische Fernsehserie Stella Blómkvist, die zwei Staffeln zu je 6 Folgen umfasst. In der Hauptrolle ist die isländische Schauspielerin Heida Reed zu sehen.

## Werke
- Morðið í Stjórnarráðinu („Der Mord in der Regierung)“, 1997
  - Die Bronzestatue. Goldmann, München 2003, ISBN 3-442-72897-5
- Morðið í Sjónvarpinu („Der Mord im Fernsehen“), 2000
  - Das ideale Verbrechen. Btb, München 2004, ISBN 3-442-72868-1
- Morðið í Hæstarétti („Der Mord im obersten Gericht)“, 2001
  - Der falsche Mörder. Btb, München 2005, ISBN 3-442-73352-9
- Morðið í Alþingishúsinu („Der Mord im Alþingishúsið)“, 2002
  - Der falsche Zeuge. Btb, München 2005, ISBN 3-442-73280-8
- Morðið í Drekkingarhyl („Der Mord im Ertränkungsbecken“), 2005
  - Mord in Thingvellir. Btb, München 2007, ISBN 978-3-442-73663-8
- Morðið i Rockville („Der Mord in Rockville“), 2006
  - Das letzte Treffen. Btb, München 2009, ISBN 978-3-442-73723-9
- Morðið á Bessastöðum („Der Mord auf Bessastaðir)“, 2012
- Morðin í Skálholti („Die Morde in Skálholt)“, 2015
- Morðið í Gróttu („Der Mord auf Grótta)“, 2017
- Morðið í Snorralaug („Der Mord in der Snorralaug)“, 2019
- Morðin í Háskólabíó („Die Morde im Háskólabíó“ [ein Kino in Reykjavík]), 2020
- Morðið við Huldukletta, 2021
- Morðið í Öskjuhlíð, 2022